# Raad van Beheer
Der Raad van Beheer (vollständiger Name: Raad van Beheer op Kynologisch Gebied in Nederland) ist der niederländische Dachverband für Hundezucht und Hundesport, der ebenso wie der Deutsche VDH der Fédération Cynologique Internationale (FCI) angeschlossen ist. Ihm sind 155 Rassehundevereine sowie 70 regionale Hundesportvereine angeschlossen. Er überwacht die Standards, ist Herausgeber der Ahnentafeln für Rassehunde, kümmert sich um die Identifikation der Hunde und um das Hundewesen im Allgemeinen, wie Öffentlichkeitsarbeit, Forschung und den Hundesport. Der Dachverband hat seinen Sitz in Amsterdam und wurde am 18. Dezember 1901 von der Royal Dutch Hunting Association Nimrod (gegründet am 1. Januar 1874), dem Royal Dutch Kennel Club „Cynophilia“ (gegründet am 1. April 1890) und dem Kynologen Vereeniging Nederland gegründet.